# Сент-Авантен
Сент-Аванте́н (фр. Saint-Aventin, окс. Sent Avantin) — коммуна во Франции, находится в регионе Юг — Пиренеи. Департамент — Верхняя Гаронна. Входит в состав кантона Баньер-де-Люшон. Округ коммуны — Сен-Годенс.
Код INSEE коммуны — 31470.

## География

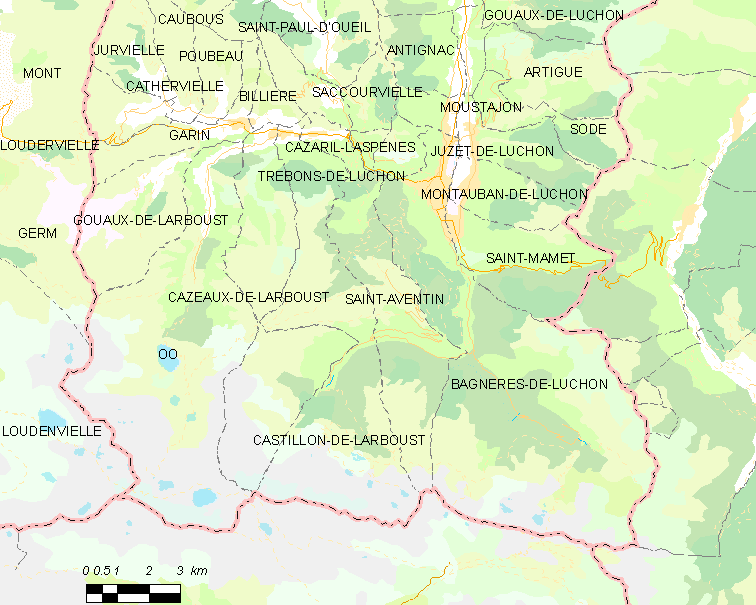
Карта коммуны

Коммуна расположена приблизительно в 690 км к югу от Парижа, в 115 км к юго-западу от Тулузы.
По территории коммуны протекают реки Нест-д’Оо, Нест-д’Уэй и Он. Большую часть территории коммуны занимают леса.

## Климат
Климат умеренно-океанический. Зима мягкая и снежная, весна характеризуется сильными дождями и грозами, лето сухое и жаркое, осень солнечная. Преобладают сильные юго-восточные и северо-западные ветры.

## Население
Население коммуны на 2010 год составляло 87 человек.
| 1962 | 1968 | 1975 | 1982 | 1990 | 1999 | 2010 |
| ---- | ---- | ---- | ---- | ---- | ---- | ---- |
| 128  | 155  | 149  | 115  | 98   | 96   | 87   |

## Администрация
| Период | Период | Фамилия       | Партия | Примечания |
| ------ | ------ | ------------- | ------ | ---------- |
| 1995   | 2014   | Леон Тин      |        |            |
| 2014   | 2020   | Жан-Клод Борд |        |            |

## Экономика
В 2010 году среди 54 человек трудоспособного возраста (15—64 лет) 38 были экономически активными, 16 — неактивными (показатель активности — 70,4 %, в 1999 году было 64,3 %). Из 38 активных жителей работали 35 человек (21 мужчина и 14 женщин), безработных было 3 (2 мужчин и 1 женщина). Среди 16 неактивных 2 человека были учениками или студентами, 12 — пенсионерами, 2 были неактивными по другим причинам.

## Достопримечательности
- Церковь Св. Авентина[фр.] (XII век). Исторический памятник с 1840 года[4]
- Часовня Св. Авентина

## Фотогалерея

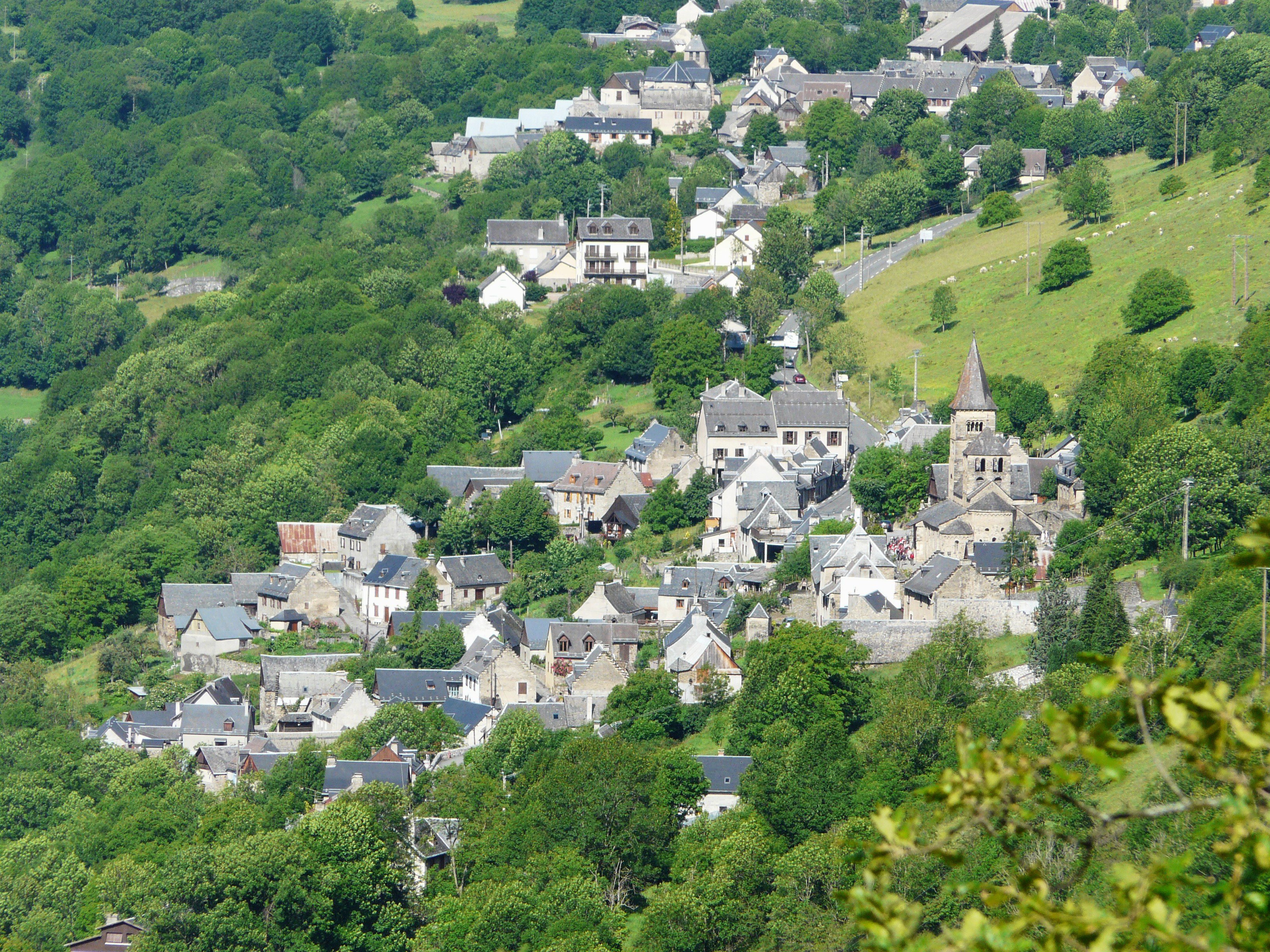
Сент-Авантен (на переднем плане)
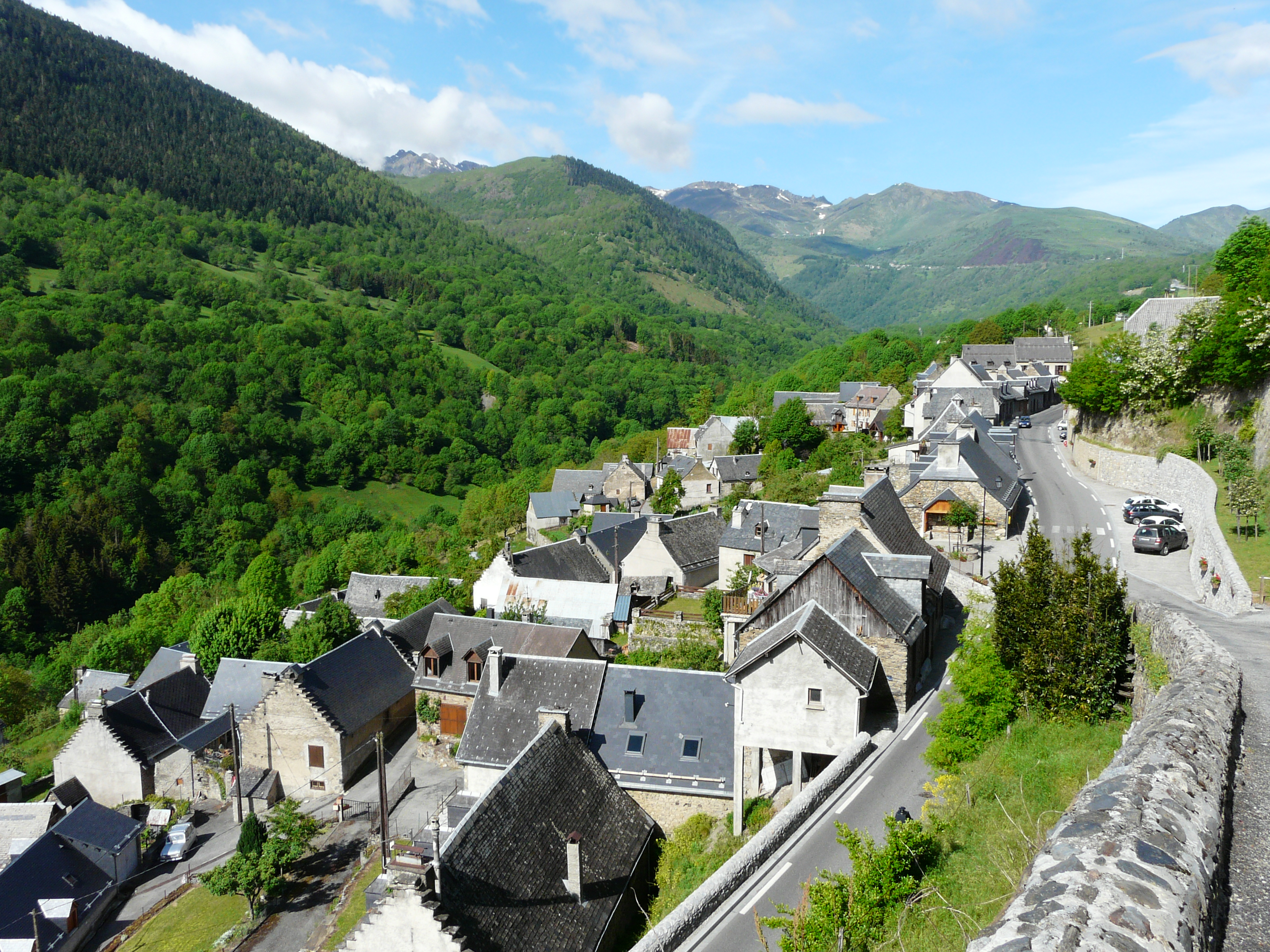
Сент-Авантен
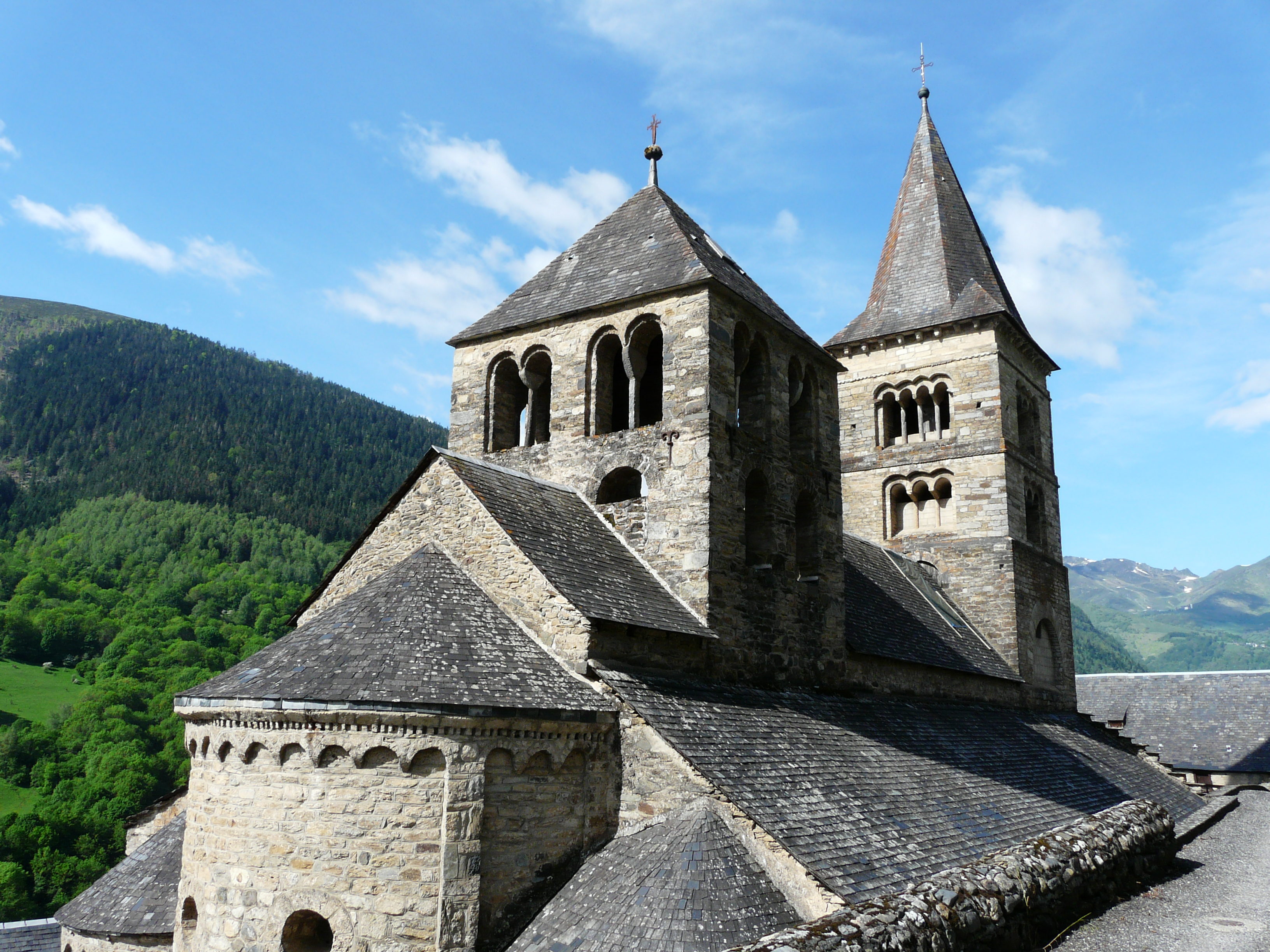
Церковь Св. Авентина
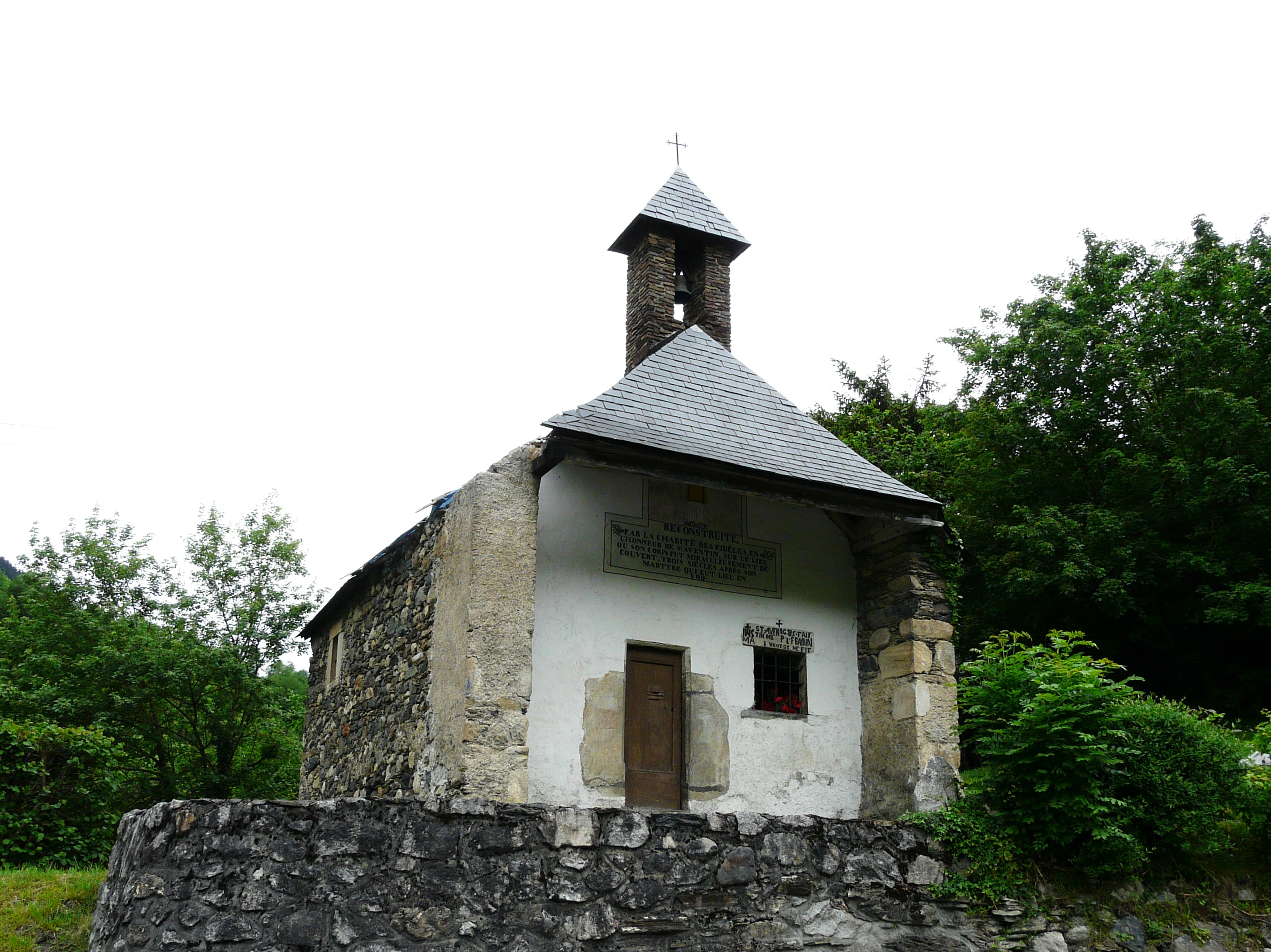
Часовня Св. Авентина
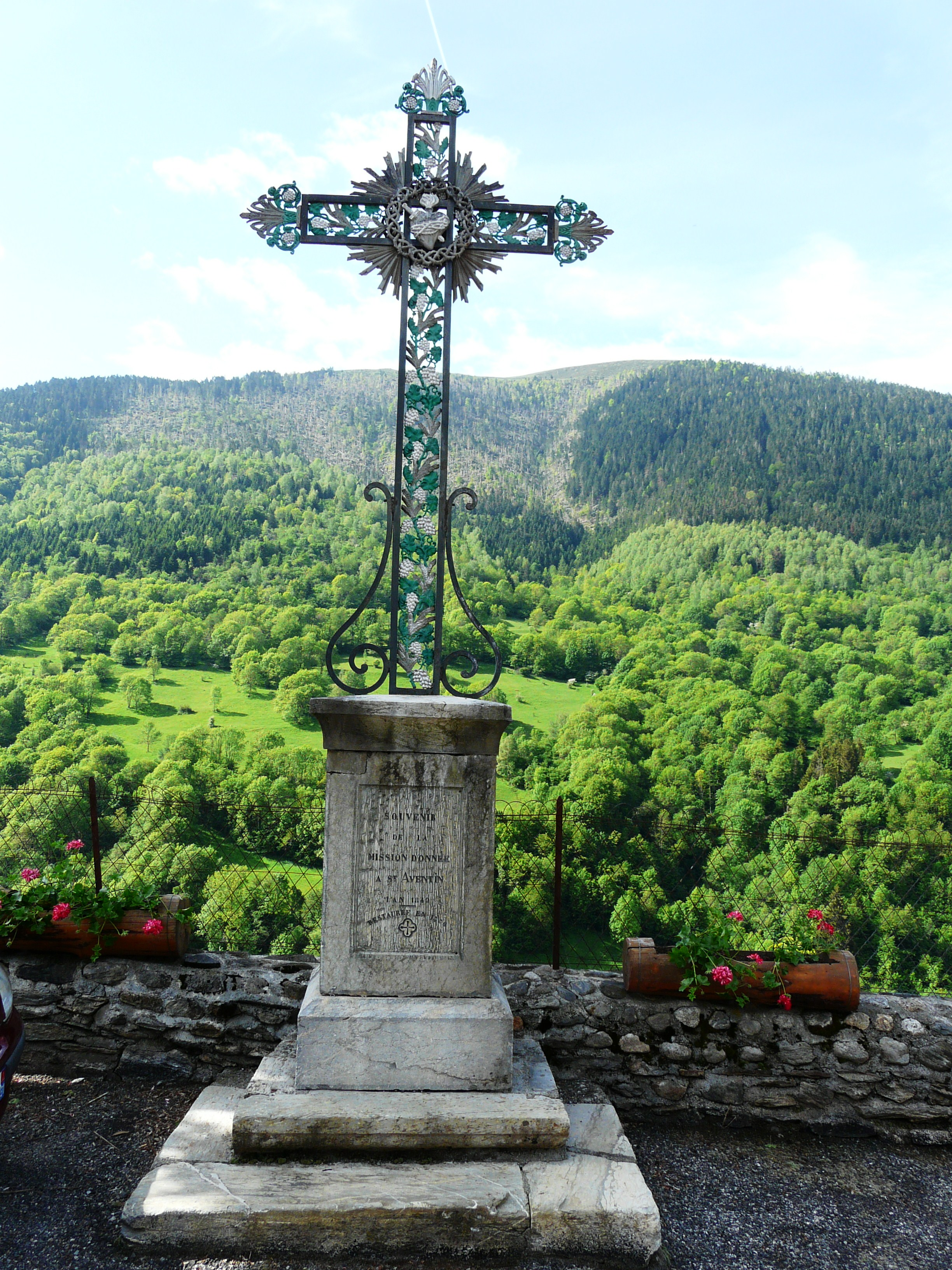
Крест (1849)
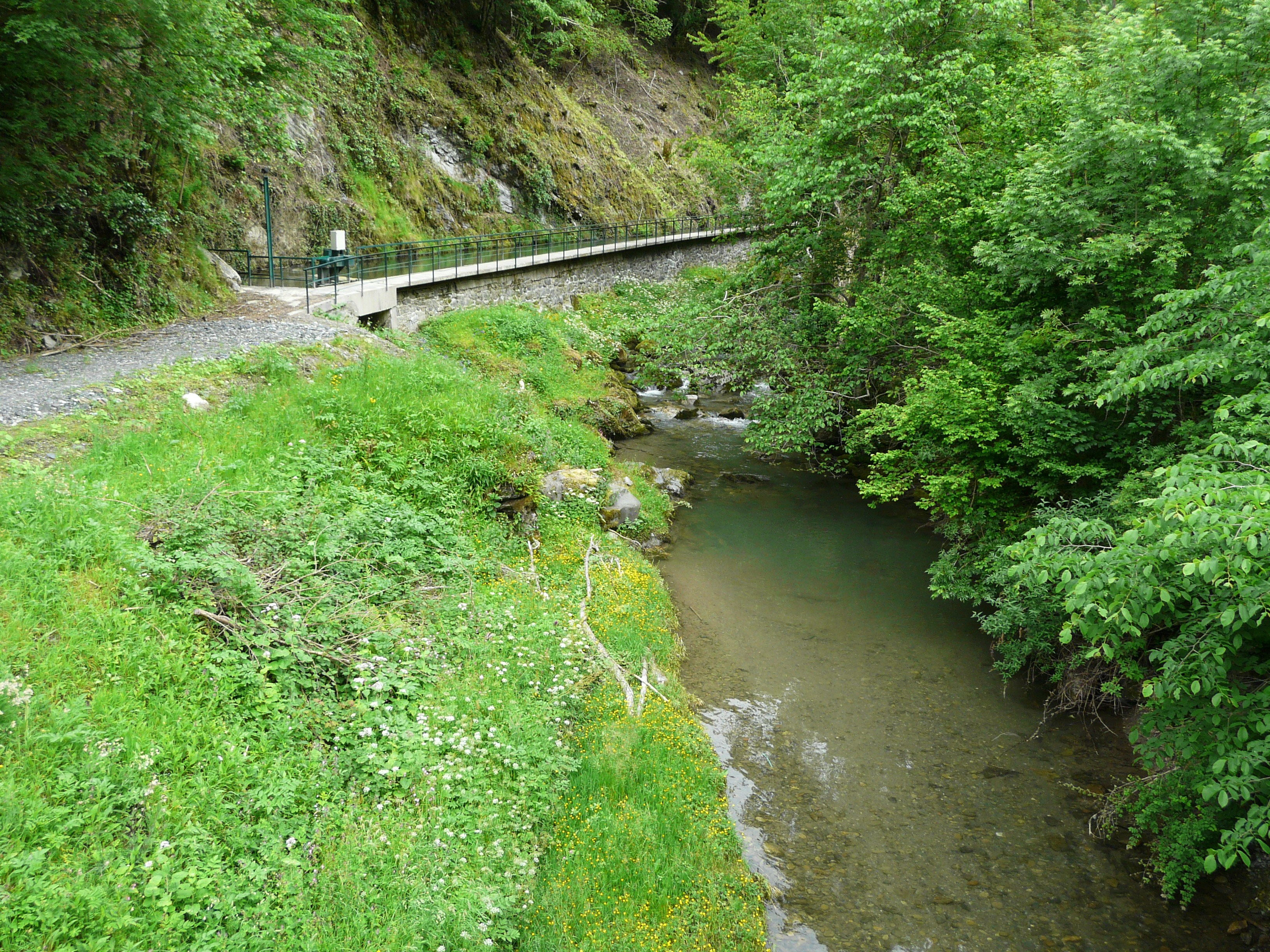
Мост Мьей через реку Он